# Ranunculus nicklesii
Ranunculus nicklesii är en ranunkelväxtart som först beskrevs av Franz Engel, och fick sitt nu gällande namn av E. Borchers-kolb. Ranunculus nicklesii ingår i släktet ranunkler, och familjen ranunkelväxter. Inga underarter finns listade i Catalogue of Life.